# Niederfeldbach
Niederfeldbach, im 19. Jahrhundert auch Nieder-Velbeck, ist eine Hofschaft in Remscheid in Nordrhein-Westfalen (Deutschland).

## Lage und Verkehrsanbindung
Niederfeldbach liegt im südöstlichen Remscheid im statistischen Stadtteil Engelsburg des Stadtbezirks Lennep nahe dem größeren Ortsteil Hasenberg im Tal des Feldbachs. Weitere Nachbarorte sind Oberfeldbach,  Dörperhöhe, Dörpholz, Kräwinklerbrücke, Schneppendahl, Nagelsberg und Müllersberg. Abgegangen sind Käsberg und Panzer, Dörpe, Oege und Felbeckerhammer.
Der Ort ist über eine durch bauliche Maßnahmen in der Mitte getrennte Anliegerstraße von der Landesstraße 412 erreichbar, die bei Kräwinklerbrücke abzweigt und über Engelsburg auch Repslöh anbindet.

## Geschichte
Offensichtlich gab es den Ort bereits Ende des 14. Jahrhunderts, denn am 22. August 1408 hatte Herzog Adolf VII. von Jülich-Berg unter anderem drei Höfe im Feldbachtal verpfänden lassen, da am Hofe große Geldnot bestand. Eine Urkunde aus dieser Zeit bezeugt den Verkauf dieser drei Höfe Feldbeck von Peter Veldbeck an Dietrich von Zweyvel. Feldbach wurde weiterhin 1484 als Velbeke urkundlich erwähnt. Die Karte Topographia Ducatus Montani aus dem Jahre 1715 zeigt den Hof als n.Feldbec. Im 18. Jahrhundert gehörte der Ort zum bergischen Amt Bornefeld-Hückeswagen. Das Namenssuffix -beck ist eine niederdeutsche Form von Bach.

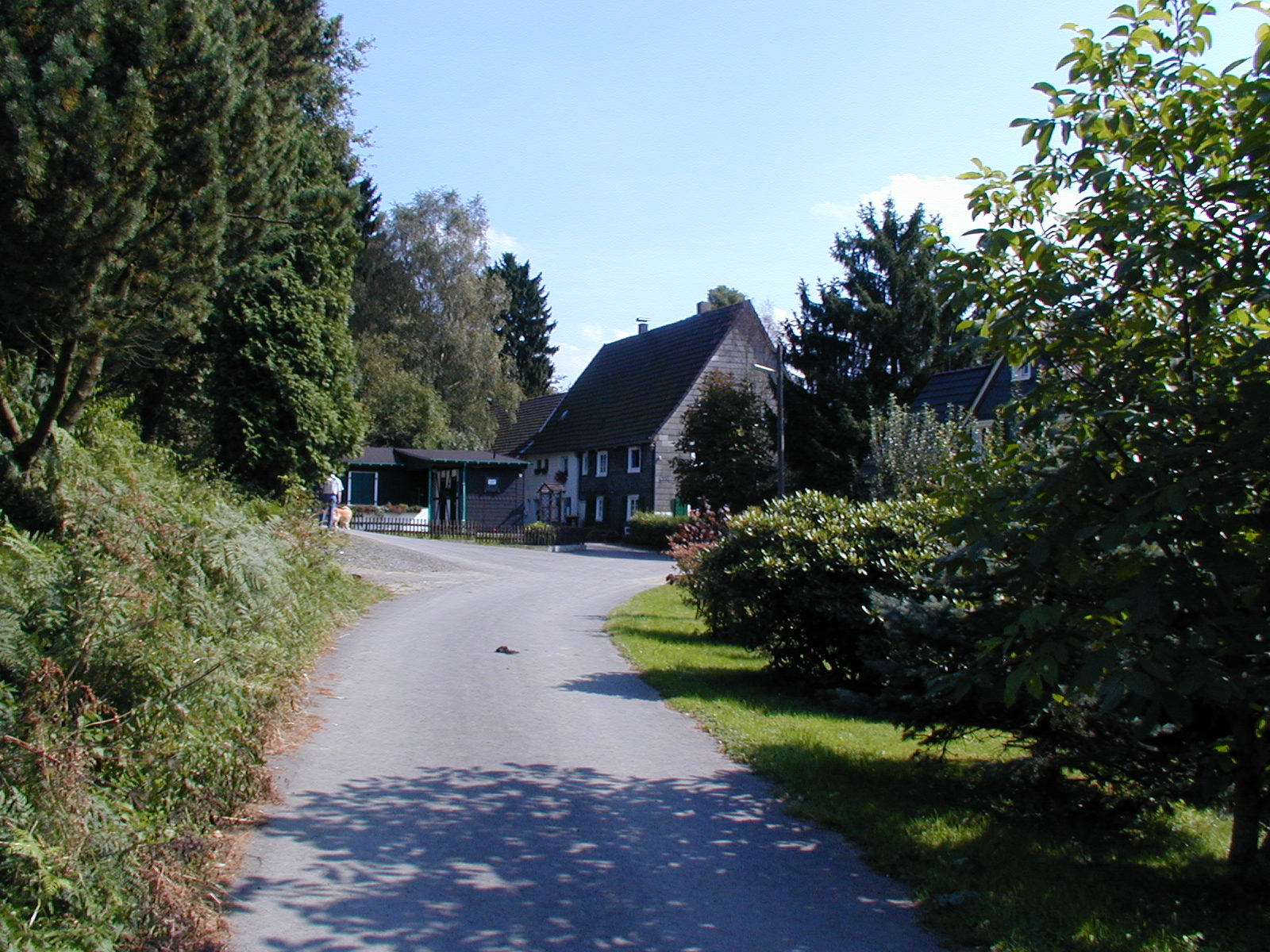
In Niederfeldbach

1832 gehörte Niederfeldbach der Lüdorfer Honschaft an, die ein Teil der Hückeswagener Außenbürgerschaft innerhalb der Bürgermeisterei Hückeswagen war. Die Statistik und Topographie des Regierungsbezirks Düsseldorf unterscheidet nicht zwischen Ober- und Niederfeldbach und gibt zu dieser Zeit für Velbeck neun Wohnhäuser und zehn landwirtschaftliche Gebäude an. 1815/16 lebten 50 Einwohner im Ort; für 1832 werden 58 angegeben, davon fünf katholischen und 53 evangelischen Glaubens. Es bleibt dabei aber unklar, ob mit diesem Zahlen Oberfeldbach, Niederfeldbach oder beide zusammen gemeint sind.
Im Gemeindelexikon für die Provinz Rheinland werden 1885 für Niederfeldbach fünf Wohnhäuser mit 24 Einwohnern angegeben. Der Ort gehörte zu dieser Zeit zur Landgemeinde Neuhückeswagen innerhalb des Kreises Lennep. 1895 besitzt der Ort drei Wohnhäuser mit 54 Einwohnern, 1905 drei Wohnhäuser und 31 Einwohner.
Der Ort lag im 19. Jahrhundert an der Grenze zur Gemeinde Fünfzehnhöfe, die 1906 größtenteils in Lennep eingemeindet wurde. Im Zuge der nordrhein-westfälischen Kommunalgebietsreform wurde am 1. Januar 1975 der östliche Bereich um Bergisch Born mit dem Hof Niederfeldbach aus der Stadt Hückeswagen herausgelöst und in die Stadt Remscheid eingegliedert.